# Boney M.
Boney M. je nemško-karibska pop in disco skupina. Vodja skupine je zahodno-nemški producent Frank Farian. Originalna zasedba je štela štiri člane: Liz Mitchell, Marcio Barrett, Maizie Williams in Bobbyja Farrella.

## Zgodovina
Frank Farian (Franz Reuther) je kot neuspeli pevec nemških šlagerjev želel postati pevec črnske glasbe. Ker kot belopolt za to ni bil primeren, si je poiskal nadomestilo: fotomodel Maizie Williams z Monserata, plesalca in DJ-a Bobbyja Farrella z Arube ter pevki Marcio Barrett in Liz Mitchell z Jamajke. Veliko večino moških vokalov je namesto Bobbyja Farrella odpel ravno Farian, ki je leta 1976 posnel prvo ploščo z naslovom Take the heat off me. Pesem "Daddy Cool" s tega albuma je dosegla prvo mesto na nemških lestvicah. Do danes so Boney M. svetovno najbolj znana nemška pop skupina.

## Diskografija
Studijski albumi
- 1976 - Take the heat off me
- 1977 - Love for sale
- 1978 - Nightflight to Venus
- 1979 - Oceans of Fantasy
- 1981 - Boonoonoonoos
- 1981 - Christmas Album
- 1984 - Ten Thousand Lightyears
- 1985 - Eye Dance — Boney M. in Bobby Farrell